# Romodanowscy
Romodanowscy – rodzina książęca będąca jedną z gałęzi staroruskiej dynastii Rurykowiczów. 

## Pochodzenie nazwiska
Nazwisko pochodzi od miejscowości Romodanowo, położonej na wschód od Staroduba nad rzeką Klaźmą (pn.-wsch. od Moskwy). Romodanowo w XV wieku było siedzibą niezależnego, udzielnego księstwa ruskiego. Za panowania wielkiego księcia moskiewskiego Iwana III Srogiego, Romodanowo podobnie jak większość udzielnych ruskich księstw, straciło swoją niezależność na rzecz Moskwy. 

## Historia rodu
Protoplastą Romodanowskich był Iwan Kasza (zm. 1247) – ósmy syn Wsiewołoda Wielkie Gniazdo. Był on pierwszym księciem Staroduba nad Klaźmą i od niego idzie linia książąt starodubskich. Potomkiem w piątym pokoleniu od Iwana Kaszy był książę Fiodor Starodubski. Młodszy syn Fiodora Starodubskiego – Wasyl otrzymał od ojca Romodanowo. Wasyl, który żył w połowie XV wieku był pierwszym księciem Romodanowskim. Synowie Wasyla Romodanowskiego tracą jednak status niezależnych książąt udzielnych i stają się bojarami moskiewskimi za czasów Iwana III Srogiego. Jeden ze synów Wasyla – też Wasyl, był okolniczym Iwana III, drugi syn Iwan zasiadał w Dumie Bojarskiej za Wasyla III. Prawnuk Wasyla – Andriej Romodanowski był za Iwana IV Groźnego ambasadorem w Kopenhadze. Inny z prawnuków Wasyla Romodanowskiego – Iwan Piotrowicz został zabity w 1607 roku przez Kałmuków podczas powrotu z misji dyplomatycznej w Persji. 
Najbardziej znanym w XVII wieku przedstawicielem rodu był kniaź Grigorij Grigoriewicz Romodanowski. Brał on udział w Radzie Perejasławskiej w 1654 roku i prowadził strzelców przeciwko Polsce podczas wojny polsko-rosyjskiej. W latach 60. i 70. XVII stulecia starał się rozszerzyć wpływy Rosji na Ukrainie, często ingerując przy wyborze atamana siczowego. Grigorij wsławił się w kampanii czehryńskiej (1676) podczas wojny rosyjsko-tureckiej w latach 1676-1681. Książę Grigorij Romodanowski został zamordowany podczas zamieszek wywołanych przez strzelców moskiewskich w 1682 r. Innym sławnym przedstawicielem tej rodziny był Fiodor Romodanowski, który w 1686 roku stanął na czele Prikazu Preobrażeńskiego. Dzięki swojemu zdecydowaniu i bezwzględności, Fiodor został wkrótce wielkim przyjacielem młodego Piotra Wielkiego, który uczynił nawet Romodanowskiego dowódcą swoich „pociesznych pułków”. Książę Fiodor Romodanowski był najbardziej zaufaną osobą dla Piotra I Wielkiego i w czasie podróży cara w latach 1695–1699 po Zachodniej Europie to Romodanowski był faktycznym zastępcą monarchy i wielkorządcą Rosji. Kiedy strzelcy podnieśli bunt w czasie nieobecności Piotra I, to Fiodor Romodanowski szybko i zdecydowanie pokonał opozycję. Oddziały strzeleckie uległy likwidacji. Strzelców rozformowano po odległych twierdzach rozproszonych na obrzeżach Rosji. Przywódcy buntu położyli swoje głowy pod topór. Po powrocie z Wielkiego Poselstwa po Europie Piotr sowicie wynagrodził lojalność Romodanowskiego, przekazując mu pałac w Ropszy i nadając mu tytuł „Cesarska Wielmożność”. Fiodor Romodanowski aż do swej śmierci w 1717 r. był również dowódcą tajnej policji państwowej (wybudował wiele więzień na Syberii). Ostatnim męskim przedstawicielem tego rodu był Iwan Fiodorowicz (zm. 1730) – gubernator Moskwy i członek rządu rosyjskiego – czyli Rady Państwa – po śmierci cara Piotra Wielkiego.